# Microphaeochroops nigrosetosus
Microphaeochroops nigrosetosus is een keversoort uit de familie Hybosoridae. De wetenschappelijke naam van de soort is voor het eerst geldig gepubliceerd in 1985 door Kuijten.